# Unterreichenbach
Unterreichenbach est une commune de Bade-Wurtemberg (Allemagne), située dans l'arrondissement de Calw, dans l'aire urbaine Nordschwarzwald, dans le district de Karlsruhe.

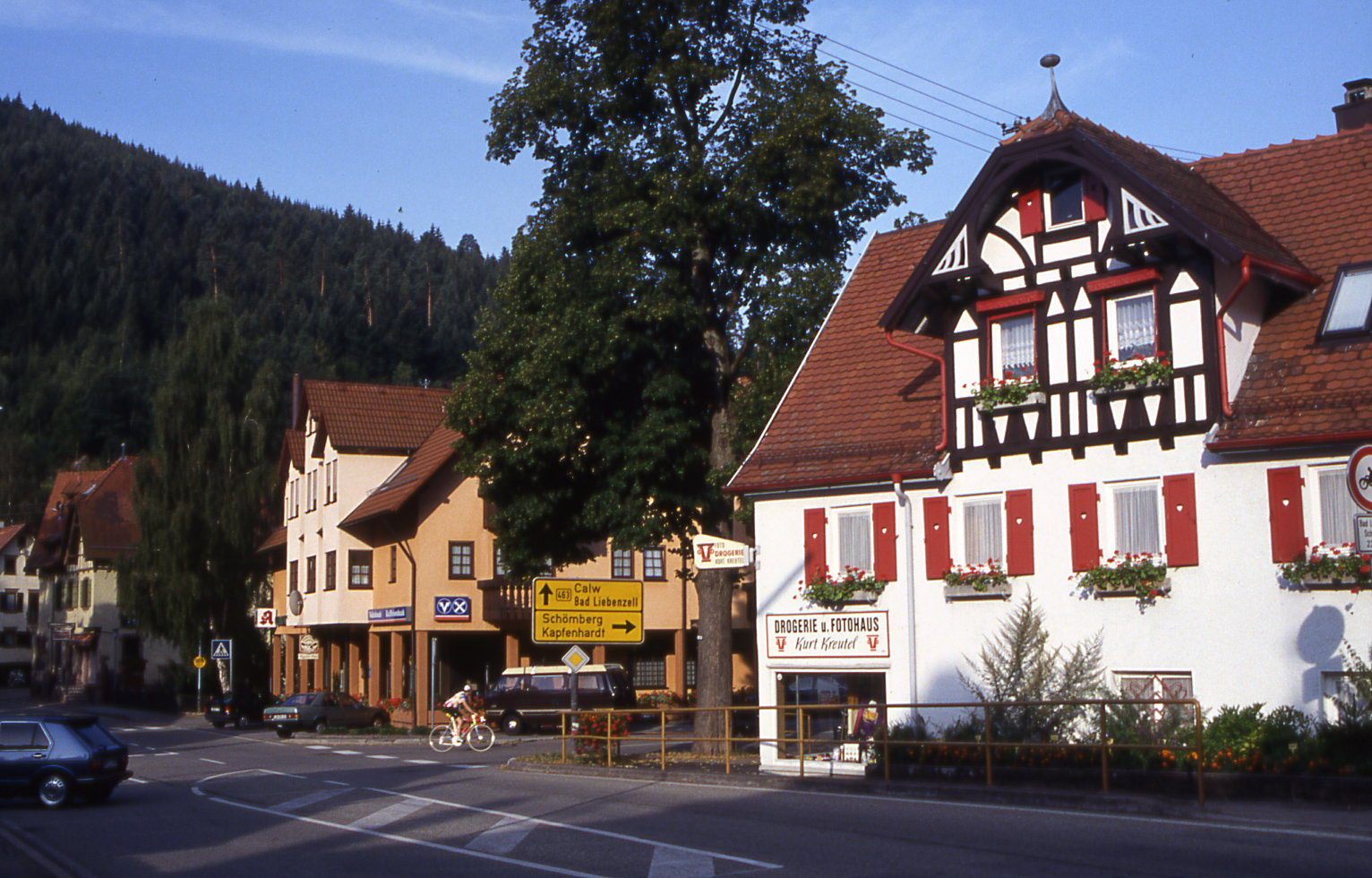
Croisement de la 463 vers le moulin historique de Kapfenhardt en 1992